# The Trouble Hunter
The Trouble Hunter é um curta-metragem norte-americano do gênero comédia muda, dirigido por Jess Robbins em 1920, protagonizado por Oliver Hardy.

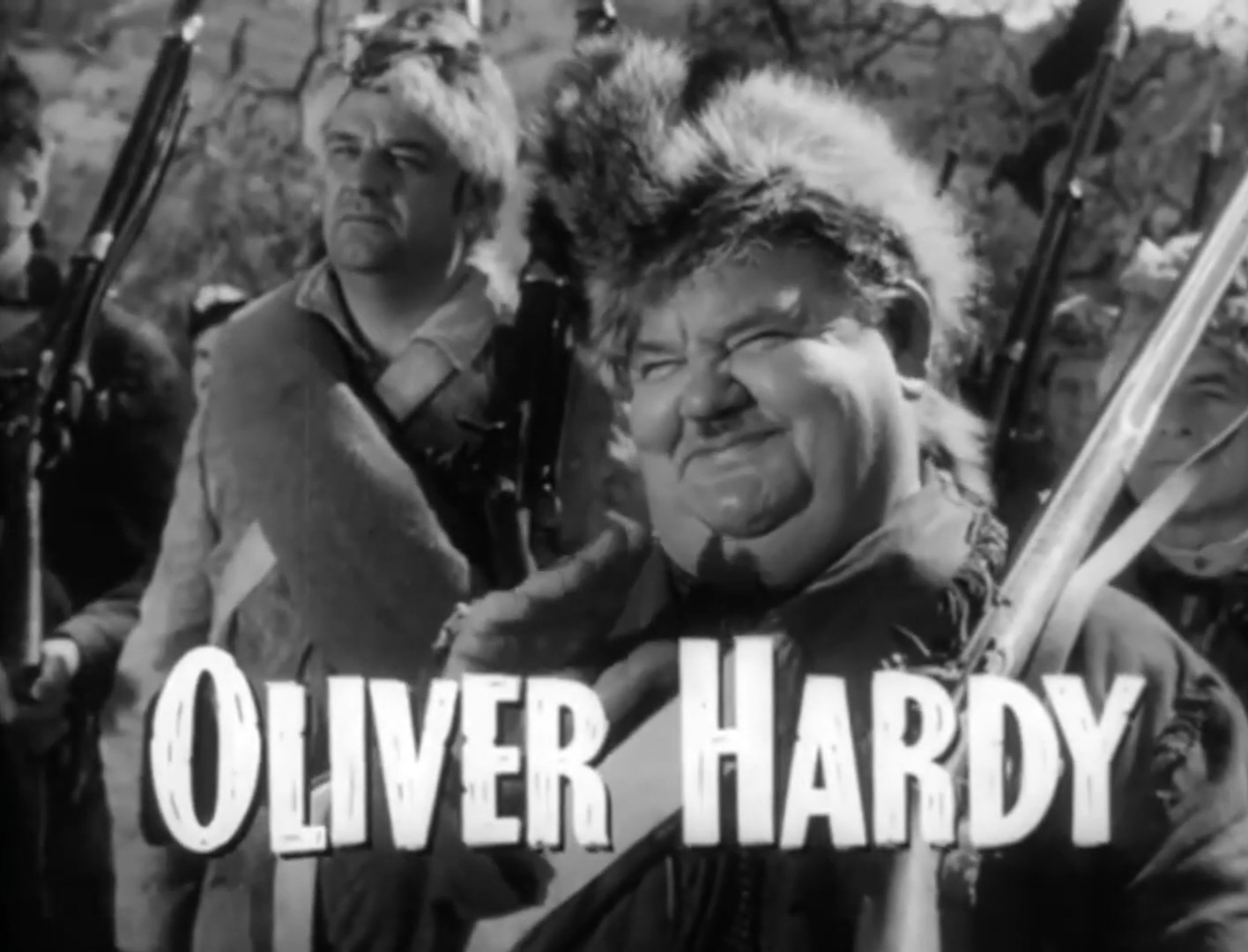
Oliver Hardy